# Anad Abid
Anad Abid Tweresh (arabe : عناد عبد طويرش), né le 3 août 1955 en Irak, est un footballeur international irakien qui évoluait au poste de milieu de terrain.

## Biographie

### Carrière en club
Anad Abid joue en faveur du club d'Al Rasheed.

### Carrière en sélection
Anad Abid joue en équipe d'Irak entre 1985 et 1986.
Le 20 septembre 1985, il dispute un match contre les Émirats arabes unis rentrant dans le cadre des éliminatoires du mondial 1986.
Il figure dans le groupe des sélectionnés lors de la Coupe du monde de 1986. Lors du mondial organisé au Mexique, il joue un match contre le pays organisateur.